# متحف السكك الحديدية (بولاوايو)
متحف السكك الحديدية في بولاوايو (بالإنجليزية: Bulawayo Railway Museum) هو متحف مجاور لمحطة السكك الحديدية الواقعة في بولاوايو في زيمبابوي، يحتوي المتحف على العديد من المعروضات المُتمحوِرة حول تاريخ السكك الحديدية في زيمبابوي وروديسيا. ويعود تاريخ أقدم المعروضات إلى عام 1897، ويحتوي المتحف على عربة السكك الحديدية الشخصية لسيسل رودس .
تعود ملكية المتحف إلى هيئة السكك الحديدية الوطنية في زيمبابوي. ونظرًا للنقص الحاد في المعدات الدارجة، وبعض القاطرات البخارية سابقًا، فقد جُدِّدَ المتحف وأُعيد إلى الخدمة.

## بعض المعروضات
- القاطرة رقم 115 فئة 9 باء والتي بنتها شركة القاطرات الشمالية البريطانية عام 1917.
- القاطرة رقم 127 فئة خطوط روديسيا لقاطرات القرن الحادي عشر والتي بنتها قاطرات الأعمال مونتريال عام 1918.
- القاطرة رقم 330 فئة خطوط روديسيا لقاطرات القرن التاسع عشر والتي بناها هنشل عام 1952.
- القاطرة رقم 1200 فئة دال ياء 2 الديزلية والتي بنتها شركة الكهربائية الإنجليزية عام 1955.